# Nahuel Génez
Nahuel Alejandro Génez, Buenos Aires, Argentina; 18 de junio de 2003) es un futbolista argentino. Juega de lateral izquierdo y su equipo actual es el CA Temperley de la Primera B Nacional, a préstamo desde Boca Juniors.

## Trayectoria
Formado en las inferiores de Boca Juniors, debutó con el primer equipo el 25 de julio de 2021 en el empate sin goles ante Banfield.
En mayo de 2022, firmó un contrato con Boca hasta el 2026.
De cara a la temporada 2024, Génez fue cedido al Club Atlético Tigre.

## Selección nacional
Fue citado al Campeonato Sudamericano Sub-20 de 2023.

## Estadísticas
Actualizado al último partido disputado el 22 de junio de 2023
| Club                   | Div.          | Temporada     | Liga  | Liga  | Copas nacionales | Copas nacionales | Copas internacionales | Copas internacionales | Total | Total |
| Club                   | Div.          | Temporada     | Part. | Goles | Part.            | Goles            | Part.                 | Goles                 | Part. | Goles |
| ---------------------- | ------------- | ------------- | ----- | ----- | ---------------- | ---------------- | --------------------- | --------------------- | ----- | ----- |
| Boca Juniors Argentina | 1.ª           | 2021          | 1     | 0     | 0                | 0                | 0                     | 0                     | 1     | 0     |
| Boca Juniors Argentina | 1.ª           | 2022          | 0     | 0     | 0                | 0                | 0                     | 0                     | 0     | 0     |
| Boca Juniors Argentina | 1.ª           | 2023          | 1     | 0     | 1                | 0                | 0                     | 0                     | 2     | 0     |
| Boca Juniors Argentina | Total club    | Total club    | 2     | 0     | 1                | 0                | 0                     | 0                     | 3     | 0     |
| Total carrera          | Total carrera | Total carrera | 2     | 0     | 1                | 0                | 0                     | 0                     | 3     | 0     |